# 馬德里中央清真寺
馬德里中央清真寺（阿拉伯语：‎），正式名稱是阿布-巴克爾清真寺（‎），是西班牙首都馬德里主要的清真寺，位於得土安區。因鄰近海峽地鐵站，故又稱海峽清真寺。
清真寺由胡安‧莫拉設計。在取得土地後，經過多年募款後，清真寺在1988年才落成，是1085年「全西班牙皇帝」（勇敢的）阿方索六世攻佔馬德里後後當地首次有清真寺的出現。
清真寺樓高四層，設有禮拜大殿、辦公室、幼稚園、學校、圖書館、演講廳、商店等。該寺與埃及愛資哈爾大學有協議，幫助派出和培養伊瑪目。
40°27′24.2″N 3°42′3.6″W / 40.456722°N 3.701000°W